# 1901 na televisão

## Nascimentos
| Data            | Nome                      | Profissão                                 | Nacionalidade  | Observações | Ref   |
| --------------- | ------------------------- | ----------------------------------------- | -------------- | ----------- | ----- |
| 10 de fevereiro | Stella Adler              | atriz de cinema e teatro                  | Estados Unidos | m. 1992     | [ 1 ] |
| 5 de abril      | Melvyn Douglas            | ator                                      | Estados Unidos | m. 1981     | [ 2 ] |
| 24 de maio      | William Haley             | diretor-geral do sistema de televisão BBC | Reino Unido    | m. 1987     | [ 3 ] |
| 3 de junho      | Maurice Evans             | ator                                      | Reino Unido    | m. 1989     | [ 4 ] |
| 5 de agosto     | Claude Autant-Lara        | cineasta                                  | França         | m. 2000     | [ 5 ] |
| 26 de agosto    | Adhemar Gonzaga           | ator, cineasta e jornalista               | Brasil         | m. 1978     | [ 6 ] |
| 9 de novembro   | Paulo Machado de Carvalho | advogado e empresário                     | Brasil         | m. 1992     | [ 7 ] |

## Mortes
| Data | Nome | Profissão | Nacionalidade | Observações | Ref |
| ---- | ---- | --------- | ------------- | ----------- | --- |